# Émile Coué
 Emile Coué de la Châtaigneraie (Troyes, 26 februari 1857 - Nancy, 2 juli 1926) was een Frans psycholoog en apotheker en esperantist, die een methode introduceerde van psychotherapie en zelfverbetering op basis van optimistische autosuggestie.

## Biografie
Coué was afkomstig van Bretoense adel, doch verarmde edellieden. Coué studeerde chemie, maar vanwege hoge studiekosten voor zijn ouders, brak hij genoodzaakt zijn studie af. In de jaren daarna werkte hij in een apothekerspraktijk, waar hij zich bewust werd van de kracht van autosuggestie. Hij behaalde uiteindelijk zijn apothekersdiploma (1882) omwille van zijn jaren stage bij een bevriend apotheker in Troyes. Nadien vestigde hij zich als zelfstandige apotheker in Troyes (1882-1902). Nadien trok hij zich terug in Nancy, voor verdere studies over autosuggestie en over het placebo-effect.
Coué's standpunt is als volgt: 

Elke dag gaat het me in alle opzichten beter en beter.
“Tous les jours et à tous points de vue, je vais de mieux en mieux”.

- Bibsys: 90106809
- Bibliothèque nationale de France: cb11897878c (data)
- CiNii: DA02428905
- Gemeinsame Normdatei: 118522426
- International Standard Name Identifier: 0000 0001 2277 5008
- Library of Congress Control Number: n85093519
- Nationale Bibliotheek van Letland: 000178947
- Bibliotheek van het Japanse parlement: 01170487
- Nationale Bibliotheek van Tsjechië: jn20030828035
- Nationale bibliotheek van Australië: 35883434
- Nationale Bibliotheek van Israël: 987007272614405171
- Nationale Bibliotheek van Polen: a0000002133438
- Nederlandse Thesaurus van Auteursnamen: 069290717
- LIBRIS: 380994
- SNAC: w6jd4x2h
- Système universitaire de documentation: 030350808
- Trove: 1130024
- Virtual International Authority File: 24599953
- WorldCat: E39PBJp6b64wVQr99YHH4bymVC